# Rumæniens premierministre
Fyrstendømmene Valakiet og Moldavien forenes til at danne Rumænien i 1862.

## Fyrstendømmet Rumænien (1862-1881)
- Barbu Catargiu (1862)
- Apostol Arsache (1862)
- Nicolae Crețulescu, 1. gang (1862-63)
- Mihail Kogălniceanu (1863-65)
- Nicolae Crețulescu, 2. gang (1865-66)
- Lascăr Catargiu, 1. gang (1866)
- Constantin Alexandru Rosetti (15-16. juli 1866)
- Prins Ion Ghica, 1. gang (1866-67)
- Nicolae Crețulescu, 3. gang (1867)
- Ştefan Golescu (1867-68)
- Nicolae Constantin Golescu (1868)
- Ion C. Brătianu, 1. gang (1868)
- Prins Dimitrie Ghica (1868-70)
- Alexandru Constantin Golescu (1870)
- Manolache Costache Epureanu, 1. gang (1870)
- Prins Ion Ghica, 2. gang (1870-71)
- Lascăr Catargiu, 2. gang (1871-76)
- Emanoil Ion Florescu, 1. gang (1876)
- Manolache Costache Florescu, 2. gang (1876)
- Ion C. Brătianu, 2. gang (1876-81)

## Kongeriget Rumænien (1881-1918)
- Dimitrie Brătianu (1881)
- Ion C. Brătianu, 3. gang (1881-88)
- Teodor Rosetti (1888-89)
- Lascăr Catargiu, 3. gang (1889-91)
- Emanoil Ion Florescu (1891)
- Lascăr Catargiu, 4. gang (1891-95)
- Dimitrie Alexandru Sturdza, 1. gang (1895-96)
- Petre S. Aurelian (1896-97)
- Dimitrie Alexandru Sturdza, 2. gang (1897-99)
- Prins Gheorghe Grigore Cantacuzino, 1. gang (1899-00)
- Petre C. Carp, 1. gang (1900-01)
- Dimitrie Alexandru Sturdza, 3. gang (1901-06)
- Prins Gheorghe Grigore Cantacuzino, 2. gang (1906-07)
- Dimitrie Alexandru Sturdza, 4. gang (1907-09)
- Ion I. C. Brătianu, 1. gang (1909-11)
- Petre C. Carp, 2. gang (1911-12)
- Titu Liviu Maiorescu (1912-14)
- Ion I. C. Brătianu, 2. gang (1914-18)

## Kongeriget fra 1. verdenskrig (1918-1945)
- Alexandru Averescu, 1. gang (1918)
- Alexandru Marghiloman (1918)
- Constantin Coandă (1918)
- Ion I. C. Brătianu, 3. gang (1918-19)
- Artur Văitoianu (1919)
- Alexandru Vaida-Voevod, 1. gang (1919-20)
- Alexandru Averescu, 2. gang (1920-21)
- Dumitru Take Ionescu (1921-22)
- Ion I. C. Brătianu, 4. gang (1922-26)
- Alexandru Averescu, 3. gang (1926-27)
- Prins Barbu Ştirbey (1927)
- Ion I. C. Brătianu 5. gang (1927)
- Vintilă Brătianu (1927-28)
- Iuliu Maniu, 1. gang (1928-30)
- Gheorghe G. Mironescu (1930)
- Iuliu Maniu, 2. gang (1930)
- Gheorghe G. Mironescu, 2. gang (1930-31)
- Nicolae Iorga (1931-32)
- Alexandru Vaida-Voevod, 2. gang (1932)
- Iuliu Maniu, 3. gang (1932-33)
- Alexandru Vaida-Voevod, 3. gang (1933)
- Ion Duca (1933)
- Constantin Angelescu (1933-34)
- Gheorghe Tătărescu (1934-37)
- Octavian Goga (1937-38)
- Miron Cristea (1938-39)
- Armand Călinescu (1939)
- Gheorghe Argeşanu (1939, kun én uge)
- Constantin Argetoianu (1939)
- Gheorghe Tătărescu, 2. gang (1939-40)
- Ion Gigurtu (1940)
- Ion Antonescu (1940-44)
- Constantin Sănătescu (1944)
- Nicolae Rădescu (1944-45)

## Folkerepublikken Rumænien (1945-89)
- Petru Groza (1945-52)
- Gheorghe Gheorghiu-Dej (1952-55)
- Chivu Stoica (1955-61)
- Ion Gheorghe Maurer (1961-74)
- Manea Mănescu (1974-79)
- Ilie Verdeţ (1979-82)
- Constantin Dăscălescu (1982-89)

## Premierministre siden Ceaușescus Fald (1989- )
| Premierminister         | Parti | Tiltrædelse       | Afgang            | Note                                   |
| ----------------------- | --- | ----------------- | ----------------- | -------------------------------------- |
| Petre Roman             | Frontul Salvării Naţionale | 26. december 1989 | 1. oktober 1991   | Overgangsregering indtil 20. juni 1990 |
| Theodor Stolojan        | Ingen | 1. oktober 1991   | 4. november 1992  |                                        |
| Nicolae Văcăroiu        | Partidul Democraţiei Sociale din România                                                                                        | 4. november 1992  | 12. december 1996 |                                        |
| Victor Ciorbea          | Kristelig-demokratiske Nationale Bondeparti                                                                                     | 12. december 1996 | 30. marts 1998    |                                        |
| Gavril Dejeu            | Kristelig-demokratiske Nationale Bondeparti                                                                                     | 30. marts 1998    | 15. april 1998    | Overgangsregering                      |
| Radu Vasile             | Kristelig-demokratiske Nationale Bondeparti                                                                                     | 15. april 1998    | 14. december 1999 |                                        |
| Alexandru Athanasiu     | Partidul Social Democrat Român                                                                                                  | 14. december 1999 | 22. december 1999 | Overgangsregering                      |
| Mugur Isărescu          | Ingen | 22. december 1999 | 28. december 2000 |                                        |
| Adrian Năstase          | Socialdemokratiske parti | 28. december 2000 | 21. december 2004 |                                        |
| Eugen Bejinariu         | Socialdemokratiske parti | 21. december 2004 | 29. december 2004 | Overgangsregering                      |
| Călin Popescu-Tăriceanu | Nationalliberale parti | 29. december 2004 | 22. december 2008 |                                        |
| Emil Boc                | Demokratisk-liberale Parti | 22. december 2008 | 6. februar 2012   |                                        |
| Cătălin Predoiu         | Ingen | 6. februar 2012   | 9. februar 2012   | Overgangsregering                      |
| Mihai Răzvan Ungureanu  | Ingen | 9. februar 2012   | 7. maj 2012       |                                        |
| Victor Ponta            | Socialdemokratiske parti | 7. maj 2012       | 5. november 2015  |                                        |
| Sorin Cîmpeanu          | Alliancen af Liberale og Demokrater                                                                                             | 5. november 2015  | 17. november 2015 | Overgangsregering                      |
| Dacian Cioloș           | Uafhængig | 17. november 2015 | 4. januar 2017    |                                        |
| Sorin Grindeanu         | Socialdemokratiske parti Uafhængig                                                                                              | 4. januar 2017    | 29. juni 2017     |                                        |
| Mihai Tudose            | Socialdemokratiske parti Alliancen af Liberale og Demokrater                                                                    | 29. juni 2017     | 16. januar 2018   |                                        |
| Mihai Fifor             | Socialdemokratiske parti Alliancen af Liberale og Demokrater                                                                    | 16. januar 2018   | 29. januar 2018   | Fungerende                             |
| Viorica Dăncilă         | Socialdemokratiske parti Alliancen af Liberale og Demokrater                                                                    | 29. januar 2018   | 4. november 2019  |                                        |
| Ludovic Orban           | Nationalliberale parti (PNL) | 4. november 2019  | 7. december 2020  |                                        |
| Nicolae Ciucă           | Nationalliberale parti (PNL) | 7. december 2020  | 23. december 2020 | Fungerende                             |
| Florin Cîțu             | Nationalliberale parti (PNL) Alliancen 2020 USR-PLUS (til 7. september 2021) Demokratisk Forening af Ungarere i Rumænien (UDMR) | 23. december 2020 | 25. november 2021 |                                        |
| Nicolae Ciucă           | Socialdemokratiske parti Nationalliberale parti (PNL) Demokratisk Forening af Ungarere i Rumænien (UDMR)                        | 25. november 2021 | 12. juni 2023     |                                        |
| Cătălin Predoiu         | Socialdemokratiske parti Nationalliberale parti (PNL) Demokratisk Forening af Ungarere i Rumænien (UDMR)                        | 12. juni 2023     | 15. juni 2023     | Fungerende                             |
| Marcel Ciolacu          | Socialdemokratiske parti Nationalliberale parti (PNL)                                                                           | 15. juni 2023     | Nuværende         | [ 1 ]                                  |

Noter:
1. ↑  Et af to partier, der i 2001 blev forenet i dannelsen af det Socialdemokratiske parti.
2. ↑  Det andet af to partier, der i 2001 blev forenet i dannelsen af det Socialdemokratiske parti.
3. ↑  Alliance af Unionen Red Rumænien (USR) og Partiet for Lighed, Enhed og Solidaritet (PLUS)